# Parachrysocharis
Parachrysocharis is een geslacht van vliesvleugeligen uit de familie Eulophidae. De wetenschappelijke naam van dit geslacht is voor het eerst geldig gepubliceerd in 1913 door Girault.

## Soorten
Het geslacht Parachrysocharis omvat de volgende soorten:
- Parachrysocharis anomalococci (Khan & Shafee, 1980)
- Parachrysocharis javensis Girault, 1913
- Parachrysocharis malabarensis Narendran, 2008
- Parachrysocharis pantnagarensis Khan, Agnihotri & Sushil, 2005